# Gojira (band)
Gojira is een Franse technische progressieve deathmetalband gevormd in 1996 in Ondres, een dorp nabij Bayonne, Frankrijk. De band was tot 2001 bekend als Godzilla. De band bestaat uit Joe Duplantier als zanger en gitarist, Joe's broer Mario Duplantier als drummer, Christian Andreu als gitarist en Jean-Michel Labadie als basgitarist. De huidige formatie verschilt van de oorspronkelijke, de voormalige bassist was namelijk Alexandre Cornillon. De band heeft anno 2020 zes studioalbums, drie dvd's en enkele singles onder hun vorige naam, Godzilla, uitgebracht. De songteksten gaan voornamelijk over natuur- en omgevingsgerelateerde onderwerpen.

## Geschiedenis

### Vroege jaren enTerra Incognita(1996-2002)
Gojira werd in 1996 gevormd in Ondres, een dorp nabij Bayonne, door de broers Joe Duplantier (gitaar, zang) en Mario Duplantier (drums), gitarist Christian Andreu en bassist Alexandre Cornillon. De band begon in 1998 met toeren en heeft toen onder de naam Godzilla meerdere demo's uitgebracht, waaronder Possessed. Bassist Cornillon werd vervangen door Jean-Michel Labadie. Na het ondersteunen van bands als Cannibal Corpse, Edge of Sanity, Impaled Nazarene en Immortal in september 1999, dwong een aantal juridische problemen de band tot een naamsverandering. Ze veranderden de naam naar Gojira, de rōmaji spelling van het fictieve monster Godzilla. Hun debuutalbum Terra Incognita werd in 2001 onder de nieuwe naam uitgebracht.

### The LinkenFrom Mars to Sirius(2003−2007)
In 2003 verscheen het tweede studioalbum, The Link, waarvan in 2007 een geremasterde versie verscheen. Na het succes van de eerste twee albums en hun liveoptredens, maakte Gojira in Bordeaux een dvd, geproduceerd door Gabriel Editions. Sinds 19 mei 2004 is The Link Alive te koop in Frankrijk. In 2005 besloot Gojira een contract te tekenen met Listenable Records om ook buiten Frankrijk albums uit te gaan brengen, te beginnen met From Mars to Sirius.
Eind 2006 toerde Gojira, samen met Amon Amarth en Sanctity, met Children of Bodom als de openingsact. Verder heeft Gojira tijdens het Britse gedeelte van hun Europese tour in 2007 de band Trivium ondersteund, samen met Sanctity en Annihilator. In 2007 hebben ze getoerd als supportact voor Lamb of God, samen met Trivium en Machine Head. Later dat jaar toerde Gojira met de Radio Rebellion Tour, aan de zijde van Behemoth, Job for a Cowboy en Beneath the Massacre.

### Cavalera Conspiracy enThe Way of All Flesh(2008−2011)
In 2008 werd Joe Duplantier door de broers Max en Igor Cavalera, twee ex-leden van de Braziliaanse band Sepultura, gevraagd om in hun nieuwe band te spelen als bassist. In maart 2008 verscheen het album Inflikted en er volgde een tour vanaf midden-2008.
Gojira's derde album, The Way of All Flesh, verscheen op 13 oktober 2008 in Europa door Listenable Records en op 14 oktober 2008 in Noord-Amerika door Prosthetic Records. Op 25 juli 2008 kondigde de band de track listing aan en werd de uiteindelijke cover art onthuld.
Randy Blythe van de Amerikaanse band Lamb of God verscheen als zanger op de track "Adoration for None."
Het duurde vier maanden om het hele album te schrijven en op te nemen, en drie maanden om te mixen.
Op 17 maart 2009 werd de eerste tour aangekondigd waarin Gojira de hoofdact zou zijn. De tour is op 1 mei begonnen in Springfield, Virginia en is op 28 mei gestopt in Dallas, Texas. De supportacts voor de langverwachte headlining tour waren The Chariot en Car Bomb.
In 2009 en 2010 trad Gojira op als voorprogramma van Metallica.

### L'enfant sauvage(2012-2015)
In 2012 kwam het album L'enfant sauvage, uit.

### Magma(2015-2019)
Magma, het zesde album, werd door de band zelf geproduceerd en in juni 2016 uitgebracht.

### Fortitude(2020-heden)
De band bracht in augustus 2020 de eerste single in vier jaar uit, genaamd "Another world". In februari 2021 werd bekendgemaakt dat het zevende album, Fortitude, op 30 april zal worden uitgebracht. Dezelfde dag werd de single "Born for one thing" uitgebracht, in maart volgde "Amazonia" en later "Into The Storm".
Op 14 oktober 2022 kwam Gojira met een nieuwe single "Our Time is Now", die staat op de NHL '23 soundtrack.

### Optreden tijdens openingsceremonie Olympische Spelen in Parijs
Gojira speelde tijdens de openingsceremonie van de Olympische Zomerspelen 2024 in Parijs een metal versie van het revolutionaire lied Ça ira vanuit speciaal daartoe aangelegde platformen die aan de buitenkant van de Conciergerie bevestigd waren. Ze begeleidden hierbij operazangeres Marina Viotti. 

## Muzikale stijl en lyrische thema's
Gojira's sound valt niet makkelijk in een hokje te plaatsen, doordat zij verschillende muzikale stijlen met elkaar combineren. Het genre waar Gojira het beste in past is technical deathmetal, thrashmetal, progressive metal en groovemetal. Ze worden vaak vergeleken met bands als Meshuggah, Mastodon, Sepultura, Neurosis en Morbid Angel. De leden van Gojira zeggen zelf beïnvloed te zijn door heavy metal artiesten als Death, Morbid Angel, Meshuggah, Metallica, Tool, en Neurosis.
Gojira speelt een technische en ritmische stijl van heavy metal met ongewone ritmische patronen, 'start-and-stop riffs' en breakdowns. Gojira maakt soms gebruik van elementen die de sfeer beïnvloeden, ook hebben zij een aantal instrumentale songs. Gojira songs hebben een progressieve en ongewone structuur die afwijkt van "verse, chorus, verse" structuur.
De vocale stijl ligt ergens tussen hardcore punk en een death growl. Vaak worden growls/grunts gemixt met 'clean' vocals voor een agressief maar melodisch effect.
De bandleden zijn opgegroeid in de buurt van Bayonne, een stad aan de zuidwestelijke kust van Frankrijk. De omgeving inspireerde Gojira's interesse in de natuur en de aarde. Gojira gebruikt haar songteksten om duidelijk te maken wat volgens hun de mens de natuur/omgeving aandoet en hoe zij hier mee omgaan.

## Bandleden
- Joe Duplantier − zang, gitaar (1996–heden)
- Mario Duplantier − drums (1996–heden)
- Christian Andreu − gitaar (1996–heden)
- Jean-Michel Labadie − basgitaar (1998–heden)

Hellfest 2013
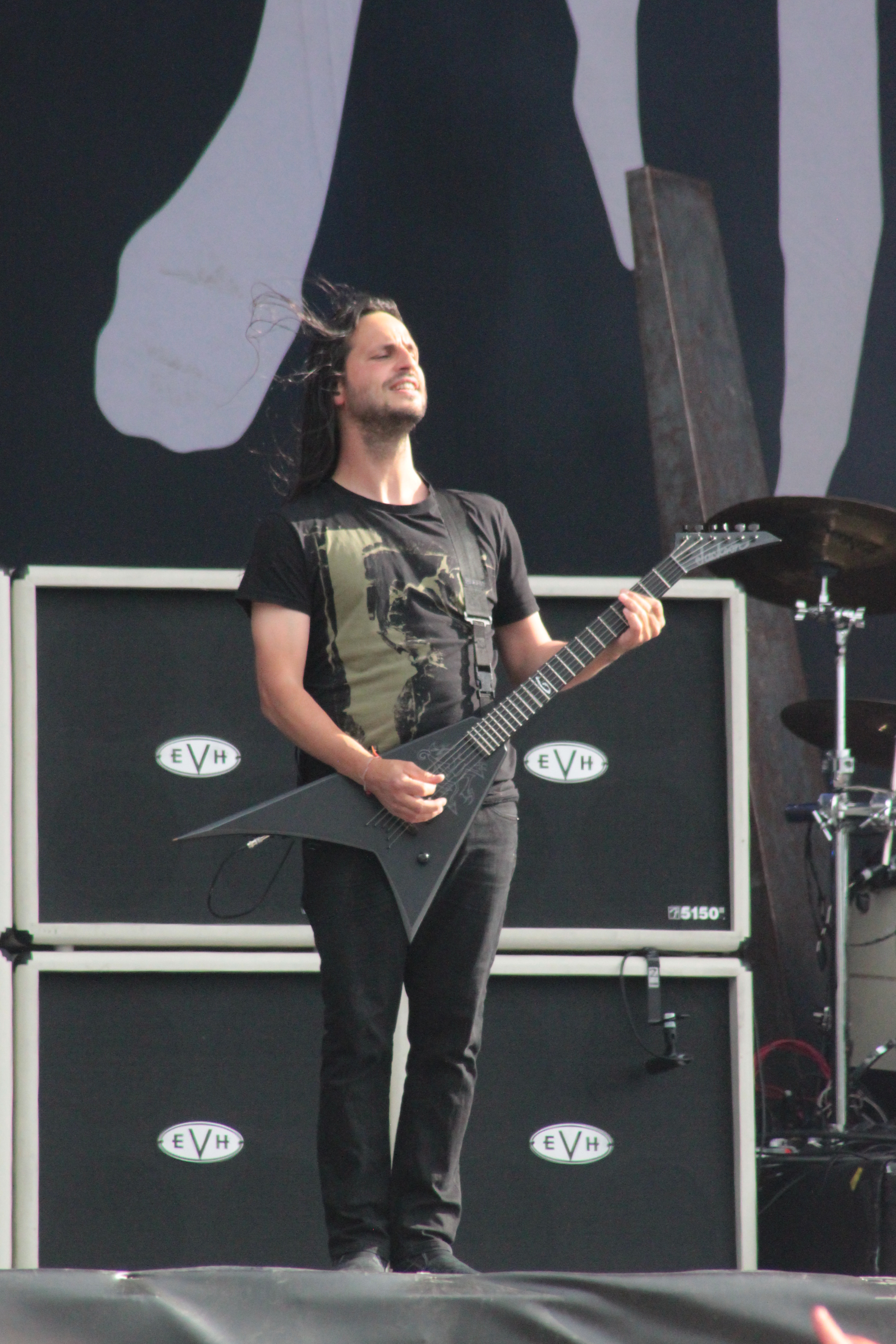
Christian Andreu
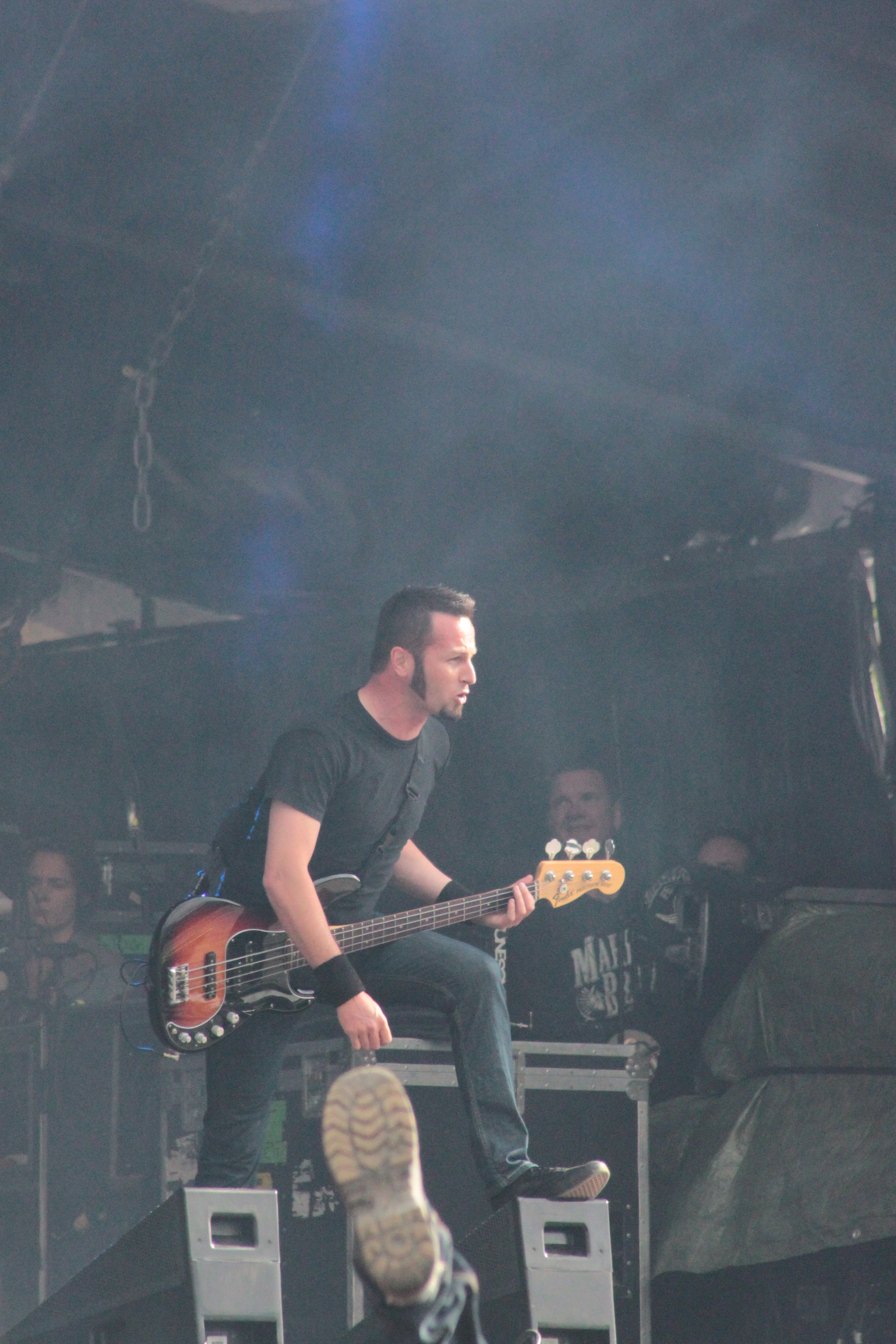
Jean-Michel Labadie
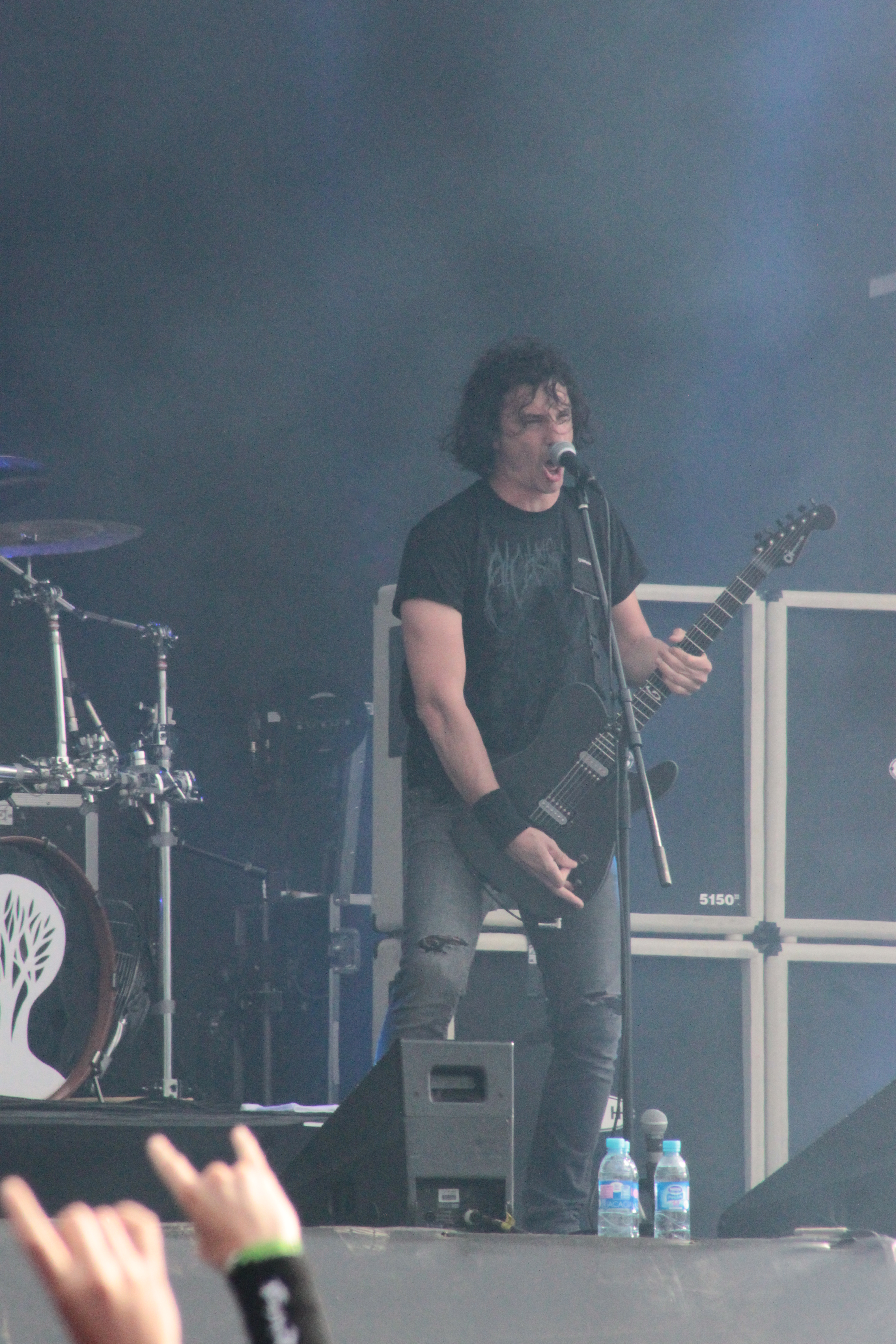
Joseph Duplantier
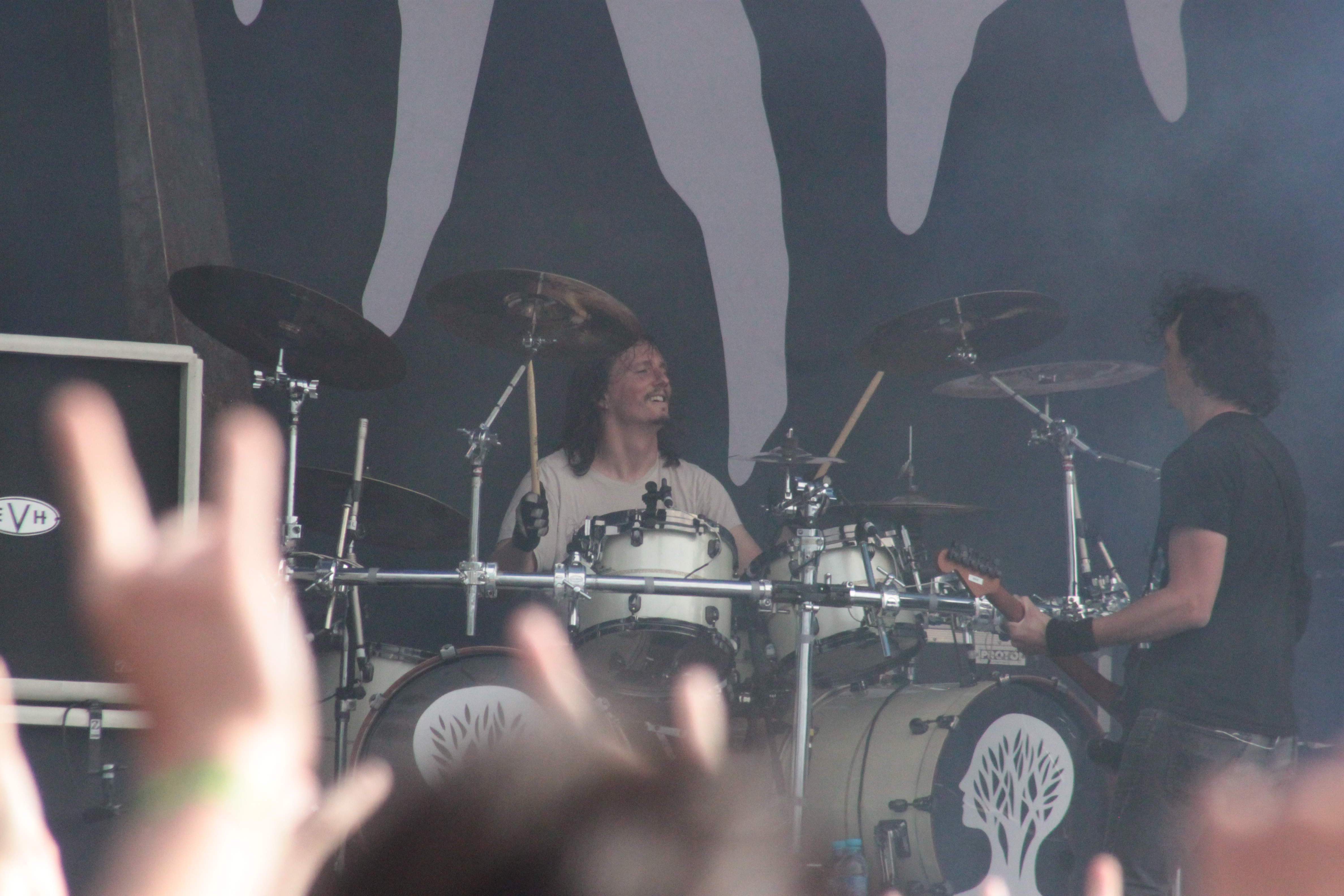
Mario Duplantier

## Discografie

### Studioalbums
- 2001: Terra Incognita
- 2003: The Link
- 2005: From Mars to Sirius
- 2008: The Way of All Flesh
- 2012: L'enfant sauvage (Gojira)
- 2016: Magma
- 2021: Fortitude

### Demo's
- 1996: Victim
- 1997: Possessed
- 1999: Saturate
- 2000: Wisdom Comes

### Live-albums
- 2004: The Link Alive (cd/dvd)

### De Zwaarste Lijst
| Nummer           | '09* | '10* | '11* | '12* | '13 | '14 | '15 | '16 | '17 | '18 | '19 | '20 | '21 | '22 | '23 | '24 | '25 |
| ---------------- | ---- | ---- | ---- | ---- | --- | --- | --- | --- | --- | --- | --- | --- | --- | --- | --- | --- | --- |
| Flying Whales    | -    | -    | -    | -    | -   | 57  | 61  | 36  | 17  | 21  | 25  | 29  | 24  | 25  | 26  | 24  | 24  |
| L'Enfant Sauvage | -    | -    | -    | -    | -   | -   | -   | -   | 54  | -   | -   | -   | -   | -   | -   | -   | -   |
| Stranded         | -    | -    | -    | -    | -   | -   | -   | -   | -   | -   | 33  | 37  | 29  | 38  | 33  | 28  | 20  |

*Tot 2012 had de Zwaarste Lijst 70 plaatsen, dit werd vanaf 2013 veranderd naar 66.